# Toulouse School of Economics
A Toulouse School of Economics (TSE) egy európai felsőoktatási intézmény, amely az üzleti tudományok terén nyújt posztgraduális képzést. Egy campusa van, Toulouse-ban. 2006-ban alapították. Egyike a világ legjobb közgazdasági iskoláinak.
Az elnök Jean Tirole, közgazdasági Nobel-emlékdíjas (2014). Elérhető fokozatok: BSc, MSc és tudományos fokozat.

## Külső hivatkozások
- Hivatalos oldal